# Bupronotum zhuangarum
Bupronotum zhuangarum är en stekelart som beskrevs av Xiao och Huang 2001. Bupronotum zhuangarum ingår i släktet Bupronotum och familjen puppglanssteklar. Inga underarter finns listade.